# Maurice De Coster
Maurice De Coster (20 april 1890 - datum van overlijden onbekend) was een Belgisch voetballer die speelde als middenvelder. Hij voetbalde in Eerste klasse bij Excelsior CB en Racing Club Brussel en speelde vijf interlandwedstrijden met het Belgisch voetbalelftal.

## Loopbaan
De Coster debuteerde in 1908 als middenvelder in het eerste elftal van  het Brusselse Excelsior CB, dat net naar Eerste klasse gepromoveerd was. Hij verwierf al vlug een vaste basisplaats in de ploeg die uitgroeide tot een middenmoter.
In 1912 kon De Coster zich verbeteren en trok naar Racing Club Brussel dat net de Beker van België gewonnen had. In zijn eerste seizoen eindigde hij met de ploeg op de derde plaats in de eindrangschikking.
Op 2 november 1913 werd De Coster voor het eerst geselecteerd voor het Belgisch voetbalelftal en voetbalde in de thuiswedstrijd tegen Zwitserland die met 2-0 werd gewonnen. In het seizoen 1913-1914 groeide hij uit tot een vaste waarde in de nationale ploeg en speelde hij in totaal vijf interlandwedstrijden. Zijn laatste wedstrijd was de thuiswedstrijd tegen Nederland op 15 maart 1914 die met 2-4 werd verloren. Met zijn club eindigde De Coster dat seizoen op de vijfde plaats.
Tijdens de Eerste Wereldoorlog was De Coster sergeant aan het front. Bij de hervatting van de voetbalcompetitie in 1919 kwam hij niet meer in actie. In totaal speelde De Coster 85 wedstrijden op het hoogste niveau en scoorde daarbij twee doelpunten.